# Communauté de communes de la Région de Bar-sur-Aube
Die Communauté de communes de la Région de Bar-sur-Aube ist ein französischer Gemeindeverband mit der Rechtsform einer Communauté de communes im Département Aube in der Region Grand Est. Sie wurde am 24. Dezember 1993 gegründet und umfasst 27 Gemeinden. Der Verwaltungssitz befindet sich im Ort Bar-sur-Aube.

## Mitgliedsgemeinden
| Gemeinde                                            | Einwohner 1. Januar 2022 | Fläche km² | Dichte Einw./km² | Code INSEE | Postleitzahl |
| --------------------------------------------------- | ------------------------ | ---------- | ---------------- | ---------- | ------------ |
| Ailleville                                          | 223                      | 5,01       | 45               | 10002      | 10200        |
| Arconville                                          | 107                      | 15,00      | 7                | 10007      | 10200        |
| Arrentières                                         | 187                      | 13,91      | 13               | 10011      | 10200        |
| Arsonval                                            | 289                      | 7,58       | 38               | 10012      | 10200        |
| Bar-sur-Aube                                        | 4.743                    | 16,27      | 292              | 10033      | 10200        |
| Baroville                                           | 268                      | 17,32      | 15               | 10032      | 10200        |
| Bayel                                               | 741                      | 23,00      | 32               | 10035      | 10310        |
| Bergères                                            | 111                      | 5,81       | 19               | 10039      | 10200        |
| Bligny                                              | 161                      | 22,74      | 7                | 10048      | 10200        |
| Champignol-lez-Mondeville                           | 259                      | 44,17      | 6                | 10076      | 10200        |
| Colombé-le-Sec                                      | 155                      | 8,78       | 18               | 10103      | 10200        |
| Couvignon                                           | 197                      | 13,43      | 15               | 10113      | 10200        |
| Engente                                             | 28                       | 5,12       | 5                | 10137      | 10200        |
| Fontaine                                            | 247                      | 5,68       | 43               | 10150      | 10200        |
| Fravaux                                             | 36                       | 3,72       | 10               | 10160      | 10200        |
| Jaucourt                                            | 141                      | 6,61       | 21               | 10176      | 10200        |
| Juvancourt                                          | 108                      | 8,29       | 13               | 10182      | 10310        |
| Lignol-le-Château                                   | 160                      | 21,85      | 7                | 10197      | 10200        |
| Longchamp-sur-Aujon                                 | 366                      | 16,39      | 22               | 10203      | 10310        |
| Meurville                                           | 155                      | 16,35      | 9                | 10242      | 10200        |
| Montier-en-l’Isle                                   | 218                      | 10,55      | 21               | 10250      | 10200        |
| Proverville                                         | 223                      | 6,98       | 32               | 10306      | 10200        |
| Rouvres-les-Vignes                                  | 114                      | 8,28       | 14               | 10330      | 10200        |
| Spoy                                                | 147                      | 10,36      | 14               | 10374      | 10200        |
| Urville                                             | 110                      | 12,20      | 9                | 10390      | 10200        |
| Ville-sous-la-Ferté                                 | 908                      | 19,77      | 46               | 10426      | 10310        |
| Voigny                                              | 141                      | 7,09       | 20               | 10440      | 10200        |
| Communauté de communes de la Région de Bar-sur-Aube | 10.543                   | 352,27     | 30               | –          | –            |